# Лучани (Лука)
Лучани је насеље у Италији у округу Лука, региону Тоскана.
Према процени из 2011. у насељу је живело 85 становника. Насеље се налази на надморској висини од 33 м.